# David Amoo
David Amoo (sinh ngày 13 tháng 4 năm 1991 ở London, Anh) là một cầu thủ bóng đá người Anh hiện đang chơi cho Cambridge United. Anh chơi ở vị trí tiền đạo, mặc dù vị trí anh thường chơi hơn là tiền vệ cánh phải. Anh từng thi đấu cho Liverpool.
Amoo có trận đấu ra mắt cho Liverpool vào ngày 29 tháng 7 năm 2010 khi vào sân từ đầu trong trận thắng 2-0 ở vòng loại thứ ba Europa League 2010-11 gặp FK Rabotnički tại Skopje, Macedonia.
Amoo chơi cho Millwall khi còn là cầu thủ trẻ, rời đội bóng năm 16 tuổi để chuyển sang Liverpool vào năm 2007. Anh ký hợp đồng 2 năm cùng Liverpool vào năm 2010, đã có quãng thời gian thi đấu thành công cho học viện và đội trẻ Liverpool F.C. và chuyển sang tập cùng đội chính vào năm 2009. Anh cũng được triệu tập vào đội hình Liverpool tham dự UEFA Champions League 2009-10.
Amoo là đại diện cho London ở giải chạy việt giã cấp trường học trên toàn nước Anh.